# Madison Square Garden (1925)
Madison Square Garden (MSG III) var en inomhusarena i New York City, den tredje med det namnet. Arenan byggdes 1925 och stängdes 1968. Den låg på västra sidan av åttonde avenyn mellan 49: e och 50:e gatan på Manhattan. Det var den första Madison Square Garden som inte låg nära Madison Square. MSG III var hemmaarena för New York Rangers i NHL och New York Knicks från NBA, och var också värd för många boxningsmatcher, konserter och andra evenemang.
Arenan revs 1968 och dess namn övertogs av den nuvarande Madison Square Garden, som ligger på platsen för den ursprungliga Penn Station.

## Anmärkningsvärda händelser
- Det allra första evenemanget som arrangerades i arenan var ett cykellopp som hölls från 24–29 november 1925, flera veckor innan den officiella öppnandet av arenan.
- Den 15 mars 1937 hölls ett stort "Boycott Nazi Germany"-rally i arenan, sponsrat av den amerikanska judiska kongressen och den judiska arbetskommittén. John L. Lewis från Congress of Industrial Organisations och New Yorks borgmästare Fiorello LaGuardia var talare på eventet.[2]
- Skridskoåkaren och filmstjärnan Sonia Henie tog sin Hollywood Ice Review till arenan 1938 och drog mer än 15 000 fans.[1]
- Den 20 februari 1939 höll en pro-nazistisk organisation vid namn German American Bund ett rally med 20 000 närvarande. I december 1941 förbjöd den amerikanska regeringen gruppen.
- År 1940 lockade en rodeo med Gene Autry 13 000 personer.[1]
- Den 9 mars 1942 hölls en massminnesgudstjänst för de 2 000 000 judar som hade mördats av nazisterna i Europa fram till det datumet. Tjänsten hette We Will Never Die. 40 000 personer deltog i de två gudstjänsterna samma dag.[3]
- Elizabeth Taylor var värd när Hollywoodproducenten Mike Todd höll en jubileumsfest för sin film Jorden runt på 80 dagar den 17 oktober 1957, med Marilyn Monroe som åkandes på en elefant.[1]
- President John F. Kennedys födelsedagsfest hölls i arenan i maj 1962, där Marilyn Monroe minnesvärt sjöng "Happy Birthday, Mr. President".[1] Mindre än tre månader senare avled Monroe av en överdos av barbiturater.
- I början av 1960-talet arrangerades Daily News Jazz Festival i arenan.[4]